# Robert Kerketta
Robert Kerketta SDB (* 22. Oktober 1932 in Kacharigaon, Assam; nach anderer Quelle Amadanga; † 22. Dezember 2018 in Tezpur) war ein indischer Ordensgeistlicher und römisch-katholischer Bischof von Tezpur.

## Leben
Kerketta legte am 24. Mai 1951 in Yercaud, Distrikt Salem, in die Ordensgemeinschaft der Salesianer Don Boscos die ersten Ordensgelübde ab. Nach den philosophisch-theologischen Studien empfing er am 11. Februar 1963 die Priesterweihe in Turin.
Am 21. Mai 1970 ernannte ihn Papst Paul VI. zum Bischof von Dibrugarh. Die Bischofsweihe spendete ihm der Erzbischof von Shillong-Guwahati, Hubert D' Rosario SDB, am 18. Oktober desselben Jahres. Mitkonsekratoren waren der emeritierte Bischof von Tezpur, Orestes Marengo SDB, und dessen Nachfolger Joseph Mittathany. Sein bischöflicher Wappenspruch lautete: „Vertrau auf Gott und tue Gutes“.
Am 24. Oktober 1980 ernannte ihn Papst Johannes Paul II. zum Bischof von Tezpur. Die Amtseinführung erfolgte am 31. Januar 1981. Sein altersbedingter Rücktritt wurde am 3. Dezember 2007 durch Papst Benedikt XVI. angenommen. 